# 遠山純生
遠山 純生（とおやま すみお、1969年 - ）は、日本の映画評論家、編集者。

## 経歴
1969年、愛知県に生まれる。早稲田大学第一文学部卒業。1990年代後半より映画評の執筆と書籍編集を始める。これまでに、エスクァイア・マガジン・ジャパンのe/mブックスのほか、映画パンフレットの執筆、編集を手がけている。2021年『アメリカ映画史 再構築　社会派ドキュメンタリーからブロックバスターまで』で芸術選奨新人賞受賞。

## 著書
- 『〈アメリカ映画史〉再構築　社会派ドキュメンタリーからブロックバスターまで』2021年、作品社

### 編著
- 『ジャン=リュック・ゴダール』（1998年、カルチュア・パブリッシャーズ、E/Mブックス）
- 『ウディ・アレン』（1998年、カルチュア・パブリッシャーズ、E/Mブックス）
- 『「アメリカン・ニューシネマ」の神話 : American film 1967-72』（1998年、ネコ・パブリッシング）
- 『ジャック・タチ』（1999年、エスクァイア・マガジン・ジャパン、E/Mブックス）
- 『ヌーヴェル・ヴァーグの時代 1958-1963』（1999年、エスクァイア・マガジン・ジャパン、E/M ブックス）
- 『フィルム・ノワールの光と影』（1999年、エスクァイア・マガジン・ジャパン、E/Mブックス）
- 『クリント・イーストウッド』（1999年、エスクァイア・マガジン・ジャパン、E/M ブックス）
- 『追憶のロード・ムーヴィー』（2000年、エスクァイア・マガジン・ジャパン）
- 『映画監督のお気に入り&ベスト映画』（2000年、エスクァイア・マガジン・ジャパン）
- 『CHINA EXPRESS―北京~上海~香港~台北 疾走する電影都市』（2000年、エスクァイア・マガジン・ジャパン）
- 『60年代アメリカ映画』（2001年、エスクァイア・マガジン・ジャパン、E/Mブックス）上島春彦と
- 『映画監督の未映像化プロジェクト』（2001年、エスクァイア・マガジン・ジャパン）
- 『ジャン・ユスターシュ』（2001年、エスクァイア・マガジン・ジャパン）
- 『サム・ペキンパー』（2001年、エスクァイア・マガジン・ジャパン、E/Mブックス）
- 『ヴィム・ヴェンダース』（2002年、エスクァイア・マガジン・ジャパン、E/Mブックス）
- 『アレックス・コックス』（2002年、エスクァイア・マガジン・ジャパン、E/Mブックス、スティーヴン・ポール・デイヴィーズ著、鈴木玲子訳）
- 『チェコアニメ新世代』（2002年、エスクァイア・マガジン・ジャパン）
- 『チェコアニメの巨匠たち』（2003年、エスクァイア・マガジン・ジャパン）
- 『ジャン=リュック・ゴタール』（2003年、エスクァイア・マガジン・ジャパン、E/Mブックス）
- 『マノエル・デ・オリヴェイラと現代ポルトガル映画』（2003年、エスクァイア・マガジン・ジャパン、E/Mブックス）
- 『ジャック・タチの映画的宇宙』（2003年、エスクァイア・マガジン・ジャパン）
- 『アキ・カウリスマキ』（2003年、エスクァイア・マガジン・ジャパン）
- 『「冬の日」オフィシャルブック』（2003年、エスクァイア・マガジン・ジャパン）
- 『10ミニッツ・オールダー』（2003年、エスクァイア・マガジン・ジャパン）
- 『ヨーロッパ映画の美少年たち BEAU GARCON!』（2004年、エスクァイア・マガジン・ジャパン）
- 『ズデネック・ミレルの世界 :チェコ・カートゥーン・アニメの巨星』（2004年、エスクァイア・マガジン・ジャパン）
- 『デイヴィッド・リンチの映画空間』（2004年、エスクァイア・マガジン・ジャパン）
- 『イオセリアーニに乾杯!』（2004年、エスクァイア・マガジン・ジャパン）
- 『映画は音楽だ!ポップ・ミュージック篇』（2005年、エスクァイア・マガジン・ジャパン）
- 『ジム・ジャームッシュ』（2006年、E/Mブックス、エスクァイア・マガジン・ジャパン）
- 『マルチェロ・マストロヤンニ :ラテンラヴァーを知る10の断章』（2007年、エスクァイア・マガジン・ジャパン）
- 『紀伊國屋映画叢書1 イエジー・スコリモフスキ』（2010年、紀伊國屋書店）
- 『紀伊國屋映画叢書2 ビクトル・エリセ』（2010年、紀伊國屋書店）
- 『紀伊國屋映画叢書3 ヌーヴェル・ヴァーグの時代』（2010年、紀伊國屋書店）
- 『ロバート・オルドリッチ読本1』（2012年、boid）
- 『マイケル・チミノ読本』（2013年、boid）
- 『ロバート・クレイマー1964/1975 ヴェトナム戦争時代のニューレフトとラディカルシネマ』（2013年、シネマトリックス）
- 『イエジー・スコリモフスキ読本 「亡命」作家43年の軌跡』（2014年、boid）

### 訳書
- マーク・ソールズベリー編『バートン オン バートン』1996年、［映画作家が自身を語る］フィルムアート社）
  - ティム・バートン（マーク・ソールズベリー共著、2011年、［映画作家が自身を語る］フィルムアート社）、改訂版（序文ジョニー・デップ）
- レイ・カーニー編『ジョン・カサヴェテスは語る』都筑はじめ 共訳、2000年、幻冬舎）
- ピーター・ボグダノヴィッチ「私のハリウッド交友録 映画スター25人の肖像」（2008年、エスクァイア・マガジン・ジャパン）
- クリスタ・ラング・フラー、ジェローム・ヘンリー・ルーズ共著『サミュエル・フラー自伝 わたしはいかに書き、闘い、映画をつくってきたか』2015年、boid）